# Pteronisculus
Pteronisculus è un genere di pesci ossei estinti, appartenenti agli attinotterigi. Visse tra il Triassico inferiore e il Triassico medio (circa 250 - 244 milioni di anni fa) e i suoi resti fossili sono stati ritrovati in Madagascar, Groenlandia, Spitzbergen, Cina e Canada.

## Descrizione
Questo pesce era di piccole dimensioni, e non superava generalmente i 10 centimetri di lunghezza. Era dotato di un muso affusolato con occhi grandi, un corpo fusiforme e una pinna caudale profondamente biforcuta. La pinna dorsale era triangolare e posta appena dopo la metà del corpo, obliquamente contrapposta alla pinna anale leggermente arretrata; le pinne pelviche erano piccole e molto avanzate, mentre le pinne pettorali erano ampie. Pteronisculus era caratterizzato da un suspensorium particolarmente obliquo e da scaglie molto piccole. L'osso lacrimale, inoltre, contribuiva al margine delle fauci. L'ornamentazione delle scaglie richiamava quella di Gyrolepis.

## Classificazione
Pteronisculus è un genere di pesci attinotterigi classicamente annoverato tra i paleonisciformi, un grande gruppo comprendente tutti gli attinotterigi arcaici del Paleozoico e del primo Mesozoico. In realtà, revisioni più recenti hanno determinato che lo stesso Palaeoniscum era più derivato rispetto a Pteronisculus, ed è probabile che questo genere fosse un rappresentante basale degli attinotterigi. La specie tipo è Pteronisculus cicatrosus, descritta per la prima volta da White nel 1933 e proveniente da terreni del Triassico inferiore del Madagascar. A questo genere sono poi state attribuite numerose altre specie, ma solo poche sono riconosciute attualmente come valide: P. stensioi e P. magnus del Triassico inferiore della Groenlandia orientale e P. nielseni del Triassico medio dello Yunnan (Cina). Altri esemplari attribuiti a Pteronisculus provengono dal Triassico inferiore del Canada e dal Triassico medio di Spitsbergen.